# Movimiento Electoral di Pueblo
De Movimiento Electoral di Pueblo (MEP; Electorale Volksbeweging) is een Arubaanse politieke partij, in 1971 opgericht door Gilberto François "Betico" Croes, samen met een aantal partijgenoten van de AVP/UNA-PIA-PRO-combinatie, onder wie Watty Vos en Delwyn Gomez.
Bij deelname aan de verkiezingen voor de Arubaanse eilandsraad op 7 mei 1971 werd MEP meteen de grote overwinnaar. De nieuwe partij behaalde 8.099 stemmen, wat goed was voor zeven zetels. Al vanaf het begin was de status aparte voor Aruba het streven voor de MEP. Bij de statenverkiezingen van 1973 verovert de MEP vijf van de acht Arubaanse zetels in het
Antilliaanse parlement en neemt deel aan het kabinet-Evertsz. In 1975 werd de MEP de grootste politieke partij op Aruba. Vanaf 1977 werd de druk opgevoerd toen een referendum uitwees dat ruim 57% van de Arubaanse kiezersbevolking de onafhankelijkheid wenste. Tijdens de Rondetafelconferentie van Den Haag in 1983 werd besloten dat Aruba per 1 januari 1986 een aparte status binnen het Koninkrijk zou krijgen. Aansluitend zou per 18 maart 1996 de Arubaanse onafhankelijkheid volgen. Bij de eerste statenverkiezingen van november 1985 bleef de MEP met 8 zetels de grootste partij op Aruba. De vorming van het eerste kabinet na de overgang van de status aparte zou echter toekomen aan de coalitie van oppositiepartijen.
Nadat Betico Croes in 1986 overleed na een auto-ongeluk, werd Nelson Oduber gekozen als de nieuwe leider. Oduber is sindsdien viermaal premier geweest van Aruba.
In de Staten van Aruba had de MEP in de periode oktober 2001-oktober 2005 de meerderheid met 12 van de 21 zetels. In de periode oktober 2005-oktober 2009 behield zij de meerderheid met 11 van de 21 zetels. In beide perioden was de MEP daarom de enige regeringspartij in de kabinetten Oduber III en Oduber IV.
Na de verkiezingen van 2009 verloor de MEP haar meerderheid en zat van 2009 tot 2017 in de oppositie. Met name 2011 was een moeilijk jaar voor de MEP. Een tweetal splitsingen had als resultaat een bijna gehalveerde MEP in termen van zetels (aan het einde van 2011 had de partij nog 5 zetels). De eerste splitsing werd veroorzaakt door meningsverschillen rondom de versoberingswet die in december 2010 in het parlement werd behandeld. Deze splitsing kostte de partij 2 zetels (25% van de zetels). Mervin Wyatt-Ras en Marisol Lopez-Tromp gingen verder als onafhankelijke statenleden. Later verloor de partij nog eens 1 zetel. Dit laatste wegens een interne discussie rondom het leiderschap van de partij tussen parlementsleden Booshi Wever en Evelyn Wever-Croes. In totaal verloor de partij meer dan 37% van de zetels die in 2009 behaald werden.
Bij de verkiezingen van 2017 behaalde de partij 9 zetels en levert sinds november 2017 de premier van de coalitie MEP-POR-RED. Nadat het Openbaar Ministerie bekend maakt dat de POR verdacht wordt van verduistering van publiek geld haalt de MEP de stekker uit de coalitie en biedt Kabinet-Wever-Croes I op 30 maart 2021 collectief ontslag aan.. In de vervroegde verkiezingen op 25 juni 2021 wist de MEP haar negen zetels te behouden en werd zij met 20.701 stemmen de grootste partij van Aruba. De partij was tevens de grootste stemmentrekker in vier van de zes districten: Noord/Tanki Leendert, Paradera, Santa Cruz en Savaneta.
In juni 2019 tekenden de fractieleiders van de zusterpartijen MEP en D66, Rocco Tjon en Rob Jetten, een intentieverklaring om nauwer samen te werken, onder meer op het terrein van milieu, onderwijs en economie. Eerder had de MEP in het kader van de Europese Parlementsverkiezingen 2019 een stemadvies gegeven voor D66-kandidaat Samira Rafaela.
Tezamen met Nelson Oduber richtte de partij in 2021 de stichting Politieke Vorming Nelson Orlando Oduber op. De stichting gaat voor het grote publiek educatieve lezingen verzorgen over onderwerpen betreffende de staatsinrichting en ook cursussen aanbieden voor aspirant-politici.

## Regeerformaties
Sinds de status aparte in 1986 heeft de MEP regeerverantwoordelijkheid gedragen in de volgende formaties:
- 1989-1994: MEP + PPA + ADN (Kabinet-Oduber I en Kabinet-Oduber II)
- 2001-2009: MEP (Kabinet-Oduber III en Kabinet-Oduber IV)
- 2017-2021: MEP + POR + RED (Kabinet-Wever-Croes I)
- 2021-2025: MEP + RAIZ (Kabinet-Wever-Croes II)

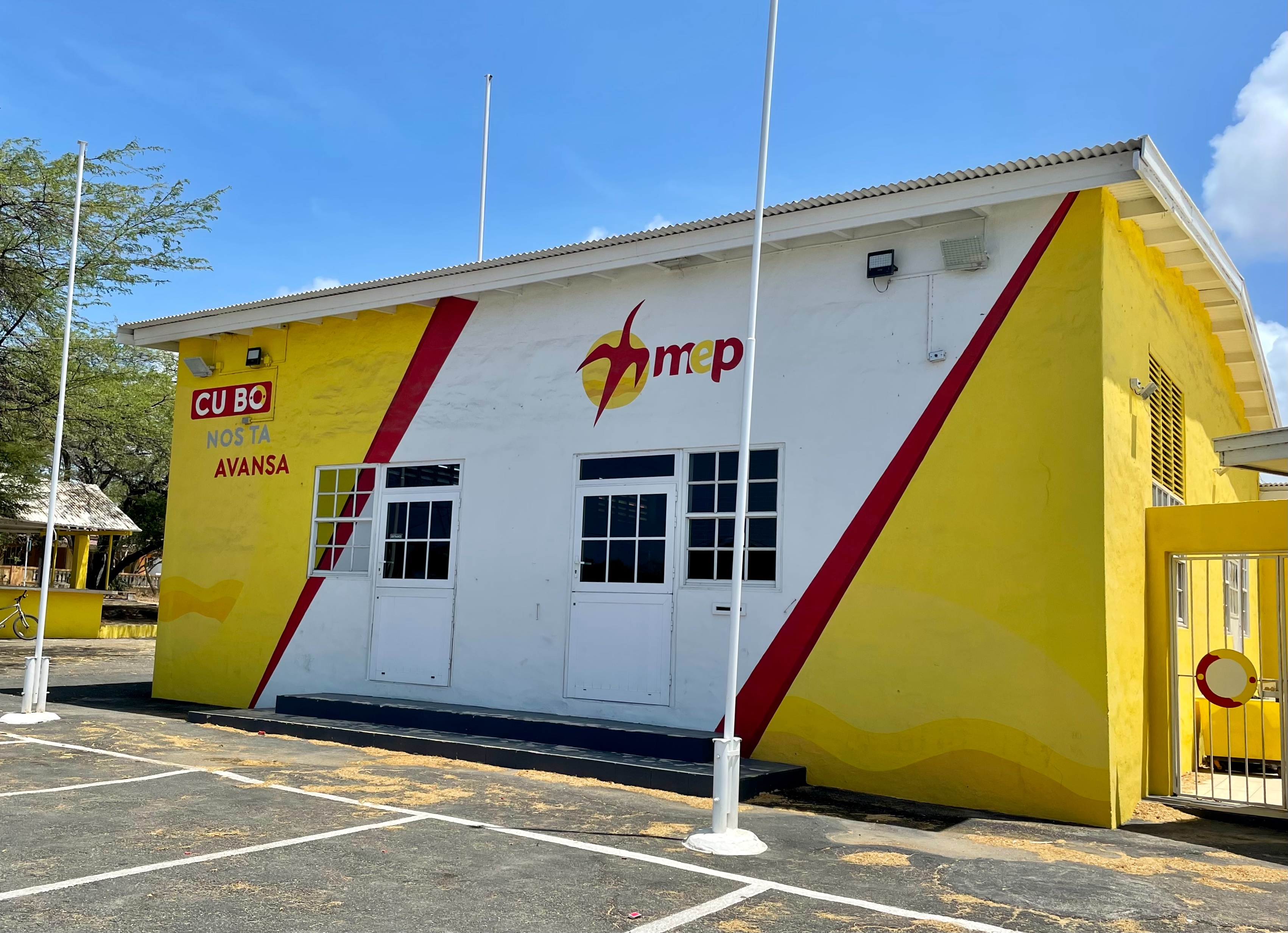
Hoofdzetel van de MEP te Santa Cruz

## Organisatie
Lijst van partijleiders
- 1971-1986 Betico Croes (tevens lijsttrekker)
- 1987-2011: Nelson Oduber (lijsttrekker 1989-2009)
- 2011-heden: Evelyn Wever-Croes (lijsttrekker 2013-2017)

Fractieleider in de Eilandsraad van Aruba
- 1971-1985: Betico Croes

Lijst van fractieleiders in de Staten van Aruba
- 1986-1989: Nelson Oduber
- 1989-1991: Grace Bareño
- 1993-1994: Roland Lacle
- 1994-2001: Nelson Oduber
- 2001-2005: Edwin Jacobs
- 2005-2009: Ady Thijsen
- 2011: Booshi Wever
- 2012-2017: Evelyn Wever-Croes
- 2017-2021: Rocco Tjon
- 2021-2023: Shailiny Tromp-Lee
- 2023-heden: Hendrik Tevreden

Lijst van partijvoorzitters
- 1971-1981: Betico Croes
- 1981-1983: Charro Kelly (vice-voorzitter)
- 1984: John van der Kuyp
- 1985-1989: Roland Lacle
- 1989-1992: Felix Flanegien
- 1992-1994: Manolo Giel
- 1994-1996: Dirk Dumfries
- 1996-1998: Rudy Croes
- 2009-20??: Susanne Sint Jago
- 2013-2019: Gerrit Croes
- 2019-2022: Hendrik Tevreden
- 2022-2024: Ricky Hoek